# 손운
손운(孫雲, ? ~ ?)은 전한 말기의 관료로, 자는 자숙(子叔)이며, 하내군 사람이다.

## 행적
집금오·위위를 역임하였다.
원수 원년(기원전 2년), 애제는 총신 동현의 봉읍을 늘려주려고 하였다. 왕가는 이에 반발하여 애제의 조서를 전달하지 않고, 봉인한 채로 다시 애제에게 반환하며 동현을 멀리할 것을 간하였다. 애제는 격노하였고, 광록대부 공광 등의 대신들이 왕가를 정위에게 넘길 것을 주청하였다. 애제는 표기장군·어사대부 이하의 관원들로 하여금 논의하게 하였고, 위위 손운 등 50명은 공광 등의 의견을 따를 것을 종용하였다.
같은 해, 소부로 전임되어 한 달간 재임하였다.

## 출전
- 반고, 《한서》 권19하 백관공경표 下 · 권86 하무왕가사단전

| 전임 염숭 | 전한의 집금오 기원전 7년 ~ 기원전 5년 | 후임 공손록 |

| 전임 가연 | 전한의 위위 기원전 5년 ~ 기원전 2년 | 후임 동공 |

| 전임 동공 | 전한의 소부 기원전 2년 | 후임 경풍 |